# Teluk Agung
Teluk Agung is een bestuurslaag in het regentschap Ogan Komering Ulu Selatan van de provincie Zuid-Sumatra, Indonesië. Teluk Agung telt 1881 inwoners (volkstelling 2010).